# Língua caiouá
Caiouá (Kaiowá) é uma língua guarani falada por cerca de 18 mil pessoas da etnia Guarani-caiouá em  Mato Grosso do Sul, Brasil e por umas 510 pessoas no nordeste da Argentina. 5 a 10% dos caiouás são alfabetizados na sua língua e 15 a 25% o são em português. A língua é 75% lexicamente similar à  língua dos pãi-taviterãs. Sua similaridade com a língua guarani própria, uma das duas línguas oficiais do Paraguai junto com o espanhol implica numa inteligibilidade mútua entre elas.

## Escrita
O caiouá usa uma forma do alfabeto latino ensinada por missionários, a qual não apresenta as letras C,Z, mas usa o apóstrofo (‘) e o “I barrado”.

## Amostra de texto
Caiouá (original):
Eregwata-ramo ka'agwy-rupi erehexa gwa'a. Hagwe pytã porã. Oveve áry-rupi gwa'a. Oveve-ramo, "Kaa! Kaa!" he'i. Heta oĩ gwa'a ka'agwy-rupi.
Guaraní:
Reguatáramo ka'aguýre rehecháta gua'a pytã. Hague pytã porã. Oveve yvatetere'i yvágare. Ovevẽro "Kaa! Kaa!" he'i. Heta oĩ gua'a pytã ka'aguýre.
Português:
Quando você passeia no mato, você vê a arara. A plumagem dela é dum vermelho bonito. A arara voa no céu. Quando voa, grita "Kaa! Kaa!" Há muitas araras no mato.